# Casa al carrer de l'Amargura (Tortellà)
La Casa al carrer de l'Amargura és una obra eclèctica de Tortellà (Garrotxa) inclosa a l'Inventari del Patrimoni Arquitectònic de Catalunya.

## Descripció
Casa situada al carrer de l'Amargura, pròxima a la Plaça del Mercat. Disposa de baixos i dos pisos superiors. Als primers veiem dues grans portalades -una d'elles remodelada recentment- i a la part central la porta d'accés a l'interior de l'edifici. El primer pis disposa de dos balcons amb les baranes fetes d'estuc on s'hi barregen elements florals, fullatges i petits elements arquitectònics (columnes i pilastres). El pis superior fou destinat a graner. La cornisa està sostinguda per grans mènsules ornamentades. La façana fou estucada imitant carreus de pedra.

## Història
L'arquitectura de Tortellà està molt marcada per l'incendi que va patir el poble durant les guerres carlines, quan les tropes del general Savalls van enfrontar-se amb un grup de liberals del poble que resistiren dins l'església de Santa Maria fins a l'entrada de les tropes governamentals. El foc va destruir part dels antics habitatges, provocant la necessitat d'urgent remodelació entre finals del segle i principis del nostre. Així la majoria de les cases destacables presenten nombroses declaracions d'estuc pròpies del gust modernista i noucentista.